# ウィリアムズ・FW20
ウィリアムズFW20 (Williams FW20) はウィリアムズF1が1998年のF1世界選手権に投入したフォーミュラ1カー。1998年の開幕戦から最終戦まで実戦投入された。

## FW20

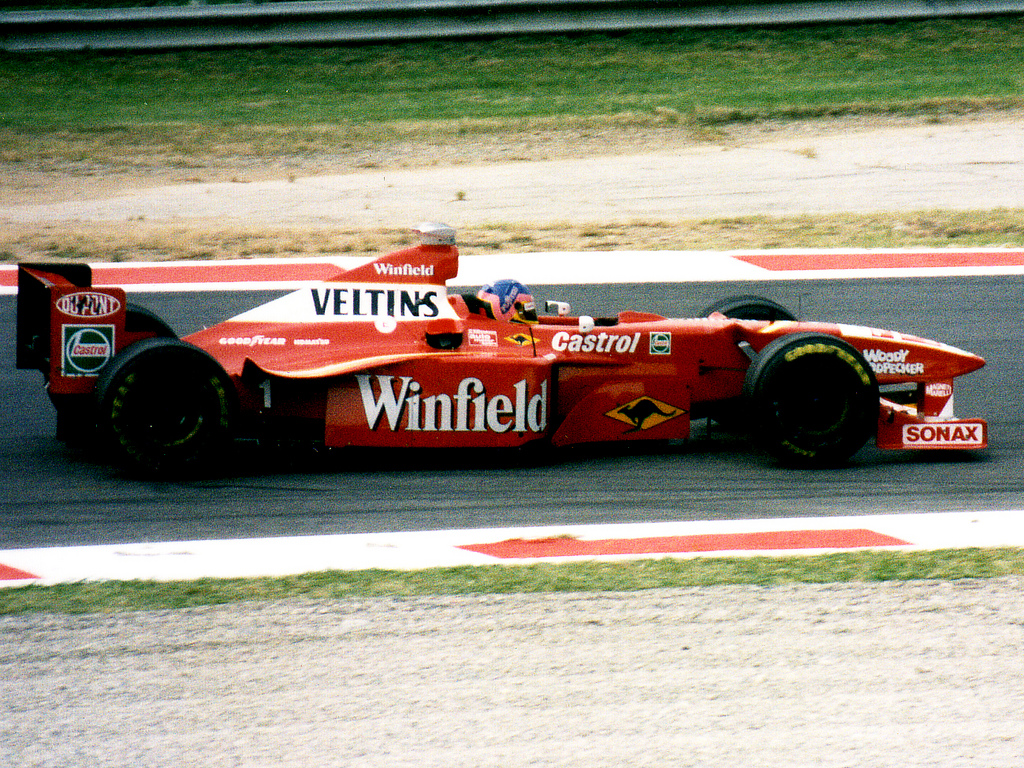
1998年イタリアGPでFW20をドライブするジャック・ヴィルヌーヴ

早くから1998年レギュレーションのテスト用マシンを走らせていたウィリアムズは、エイドリアン・ニューウェイの離脱後、パトリック・ヘッドの指揮のもと、ギャビン・フィッシャーをチーフデザイナーに、ジェフ・ウィリスをチーフエアロダイナミストとして開発を行った。
ウィリアムズの黄金期を支え続けたルノーが撤退し、1997年に使用した、ルノーRS9をベースとしたカスタマーエンジンであるメカクロームエンジンを搭載した。
メインスポンサーのタバコ銘柄がロスマンズからウィンフィールドに移行したため、カラーリングはそれまで青から一転して赤主体の派手なものとなった。

## 1998年シーズン
パッケージを刷新したこの年、ウィリアムズの戦力は大幅に後退した。特に1996年終盤にエイドリアン・ニューウェイが去ったこと（1996年シーズン途中での彼が信頼感を寄せていたデイモン・ヒルの解雇劇が発端となったもの）の影響が出始める年でもあった。
ルノーが撤退し、その後継となるはずであったBMWエンジンの入手が大幅に遅れたため、カスタマー仕様のメカクロームエンジンを使用することとなった。だが、最新スペックのフェラーリやメルセデスに対し、メカクロームは1年落ちのエンジンであり、スペック面では歴然の差が生じてしまった。
また、1998年はマシン全幅が縮小されるなどのマシン関連のレギュレーション変更が行われたため、一からの設計が必要となった。早くからテストを始めて完成させたマシンではあったが、レギュレーションの対応に苦戦し、その性能は芳しいものではなかった。
開幕戦ではハインツ＝ハラルド・フレンツェンが、ドイツとハンガリーではジャック・ヴィルヌーヴが3位表彰台に入ったものの、1988年以来のシーズン未勝利に終わった（一方でこの年ジョーダンに在籍のヒルが大波乱のベルギーGPを制し、チームに初勝利をもたらしている）。コンストラクターズランキングは3位だったが、ジョーダンに4ポイント差に迫られる38ポイントに留まり、1997年までの強さは完全に見る影もなく失われた。

## スペック

### シャーシ
- シャーシ名 FW20
- 全長 4,392 mm
- 全幅 1,800 mm
- ホイルベース 2,914 mm
- 前トレッド 1,460 mm
- 後トレッド 1,400 mm
- マシン重量 605kg
- ホイール O・Z
- タイヤ グッドイヤー

### エンジン
- エンジン名 メカクロームGC37/01
- 気筒数・角度 V型10気筒・71度
- 排気量 3,000cc
- スパークプラグ チャンピオン
- 燃料・オイル ペトロブラス・カストロール

## 記録
| 年   | No. | ドライバー   | 1   | 2   | 3   | 4   | 5   | 6   | 7   | 8   | 9   | 10  | 11  | 12  | 13  | 14  | 15  | 16  | ポイント | ランキング |
| 年   | No. | ドライバー   | AUS | BRA | ARG | SMR | ESP | MON | CAN | FRA | GBR | AUT | GER | HUN | BEL | ITA | LUX | JPN | ポイント | ランキング |
| ---- | --- | ------------ | --- | --- | --- | --- | --- | --- | --- | --- | --- | --- | --- | --- | --- | --- | --- | --- | -------- | ---------- |
| 1998 | 1   | ヴィルヌーヴ | 5   | 7   | Ret | 4   | 6   | 5   | 10  | 4   | 7   | 6   | 3   | 3   | Ret | Ret | 8   | 6   | 38       | 3位        |
| 1998 | 2   | フレンツェン | 3   | 5   | 9   | 5   | 8   | Ret | Ret | 15  | Ret | Ret | 9   | 5   | 4   | 7   | 5   | 5   | 38       | 3位        |

- 太字はポールポジション、斜字はファステストラップ。(key)